# Pepita Caubet
Pepita Caubet Delseny (3 de agosto de 1930 - 16 de septiembre de 2007) fue una escritora y poetisa española en lengua occitana; concretamente, en dialecto aranés. 

## Vida y obra
Nace en Viella (Lérida), en el valle de Arán (única área lingüística occitana en España) y cultivará el dialecto aranés como lengua literaria, siendo reconocida su labor normalizadora con el premio Lengua Viua en 2002. Su producción abarca la narrativa, la poesía o el cuento.
En 1976, la Fundación del Museo Etnológico del Valle de Arán organizó el primer certamen literario en aranés, donde Pepita Caubet gana el primer premio con la obra Era darrèra fira de Vielha (La última feria de Viella). Dos años después, en 1978, gana el premio con el poemario Varicauba. En 1996, ganó el tercer premio del certamen Occitanos a vòsta pluma, celebrado en Gironda (Francia) con el poema Bric-brac.
Se retira literariamente en 2006 con la obra Jacinta, casa e pais.
Pepita Caubet participó activamente en la vida cultural del valle de Arán, donde llegó a ser consejera de cultura del Consejo General de Arán durante el binomio 1994-1995. También fue vicepresidenta de la Fundación Museo Etnológico del Valle de Arán desde 1998. Colabora con la revista Tèrra Aranesa y con Cáritas.
Muere en Viella en 2007, siendo condecorada póstumamente con el título Aranesa Ilustre, por el Consejo General de Arán.